# Ummeln (Bielefeld)

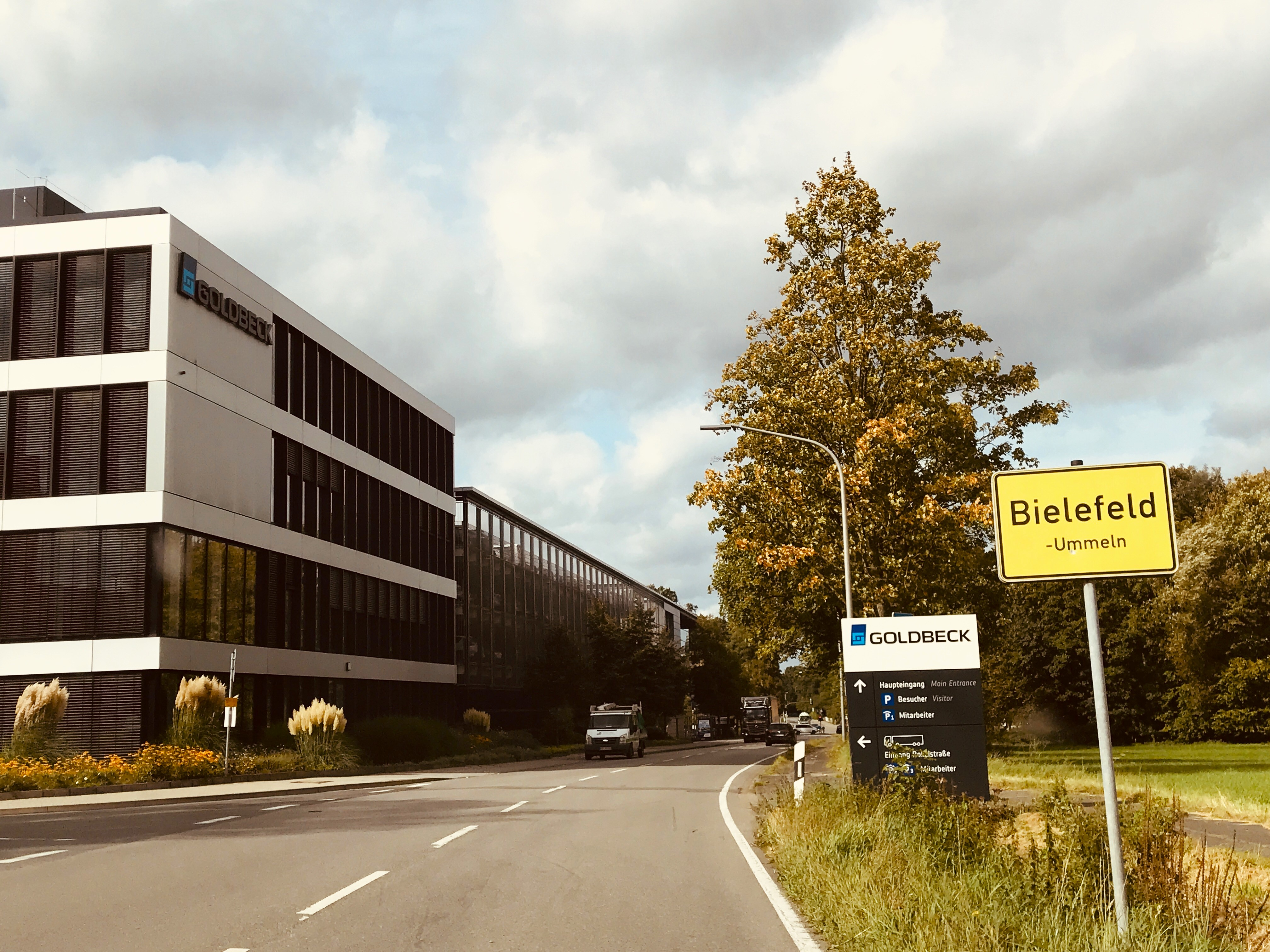
Ortseinfahrt mit Goldbeck-Firmenzentrale

Der Ummler Meilenstein

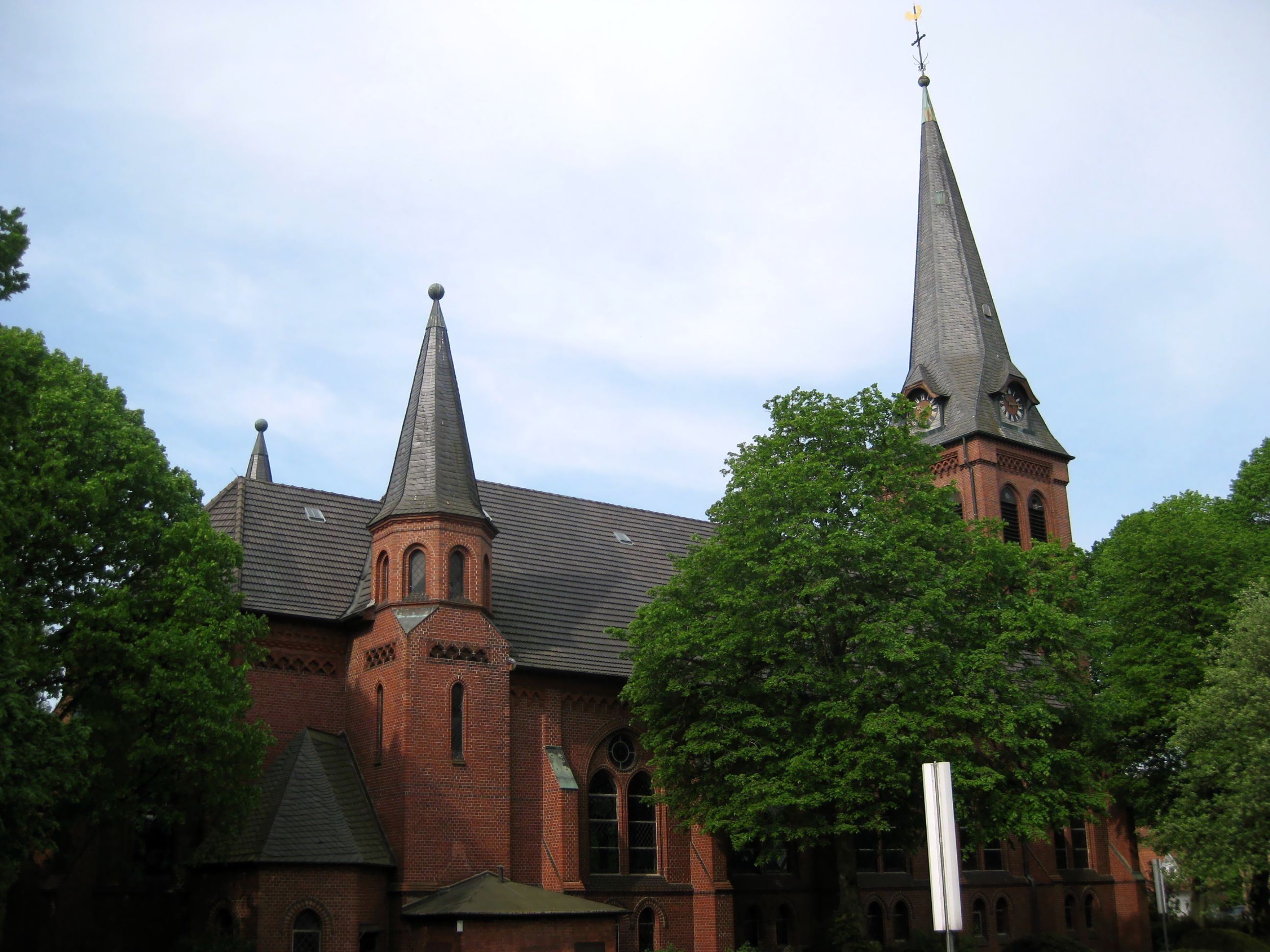
Evangelische Kirche Ummeln

Ummeln ist ein Stadtteil der kreisfreien Stadt Bielefeld in Nordrhein-Westfalen und gehört zum Stadtbezirk Brackwede. Der Stadtteil hat ungefähr 7500 Einwohner. Bis 1969 war Ummeln eine eigenständige Gemeinde im Kreis Bielefeld.

## Geographie
Die Stadt Bielefeld ist unterhalb ihrer zehn Bezirke nicht weiter in administrative oder politische Einheiten gegliedert. Stadtteile sind in daher nur informelle Teilgebiete, deren Abgrenzung sich meist auf das Gebiet einer Altgemeinde bezieht. Zu statistischen Zwecken ist Bielefeld jedoch in 72 „statistische Bezirke“ eingeteilt. Die Altgemeinde Ummeln gehört heute zum statistischen Bezirk 36 Ummeln/Holtkamp.
Ummeln liegt südwestlich des Teutoburger Waldes auf halbem Wege zwischen den Stadtzentren von Bielefeld und Gütersloh beidseitig der Bundesstraße 61. Durch den Ort fließen die Lutter sowie deren Nebengewässer Lichtebach, Trüggelbach, Sunderbach, Grippenbach und Tüterbach. Ummeln wird durch die Bundesstraße 61 in die Ortsteile Oberummeln im Westen und Mittelummeln im Osten getrennt. Niederummeln ist eine bäuerliche Streusiedlung im Süden.

## Geschichte
Die Bauerschaft Ummeln wurde erstmals 1147 urkundlich erwähnt und ist somit älter als die Stadt Bielefeld.

### Neuzeit
Im Ravensberger Urbar von 1556 hieß die Bauerschaft Ramslohe; später änderte sich der Name der Bauerschaft wieder zu Ummeln. Bis zur Franzosenzeit gehörte die Bauerschaft Ummeln zur Vogtei Brackwede im Amt Sparrenberg der Grafschaft Ravensberg. Von 1807 bis 1813 gehörte Ummeln zum Kanton Brackwede im Königreich Westphalen. 1816 kam die Gemeinde zum neuen Kreis Bielefeld, in dem sie zum Amt Brackwede gehörte.
Durch das Gesetz zur Neugliederung des Kreises Wiedenbrück und von Teilen des Kreises Bielefeld wurde Ummeln am 1. Januar 1970 in die Stadt Brackwede eingegliedert. Brackwede seinerseits wurde im Zuge der Neugliederung des Raums Bielefeld am 1. Januar 1973 nach Bielefeld eingemeindet.

### Einwohnerentwicklung
Die Zahlen seit 2008 beinhalten auch den Stadtteil Holtkamp.
| Jahr | Einwohner | Quelle |
| ---- | --------- | ------ |
| 1799 | 703       | [ 6 ]  |
| 1812 | 756       | [ 7 ]  |
| 1864 | 1244      | [ 8 ]  |
| 1910 | 1776      | [ 9 ]  |
| 1939 | 2836      | [ 10 ] |
| 1961 | 5116      | [ 11 ] |
| 1966 | 5622      | [ 12 ] |
| 2008 | 6111      | [ 13 ] |
| 2016 | 7118      |        |
| 2019 | 7293      | [ 14 ] |
| 2022 | 7507      | [ 15 ] |
| 2022 | 7415      | [ 16 ] |

## Öffentlicher Verkehr
Ummeln wird im öffentlichen Nahverkehr von folgenden Buslinien der moBiel bedient:
Linie 28: Bielefeld – Bethel – Gadderbaum – Brackwede – Ummeln
Linie 87: Bielefeld – Bethel – Gadderbaum – Brackwede – Ummeln – Holtkamp – Isselhorst – Gütersloh
Linie 95: Bielefeld – Bethel – Gadderbaum – Brackwede – Ummeln – Isselhorst – Avenwedde – Gütersloh
Linie 128 (Ringlinie): Brackwede – Südwestfeld – Ummeln – Brackwede
Nachtbuslinien N7 und N11
Weiterhin besaß Ummeln einen heute stillgelegten Bahnhof an der Bahnstrecke Hamm – Minden.

## Bildung
In Ummeln und Holtkamp gibt es insgesamt vier Kindergärten und einen Betriebskindergarten der Firma Goldbeck. Auf dem Gelände der ehemaligen Hauptschule Ummeln befindet sich die dreizügige Grundschule mit offenem Ganztag. 2024 wurde mit dem Bau einer neuen Sporthalle begonnen als Ersatz für die marode Halle aus dem Jahr 1970.

## Religionen
Ummeln ist größtenteils protestantisch geprägt. Bereits seit 1895 existiert eine evangelische Gemeinde mit der Evangelischen Kirche, die derzeit 4012 Mitglieder umfasst und unter anderem einen eigenen Kindergarten betreibt. Ihren Ursprung in der protestantischen Diakonie hat auch die Diakonische Stiftung Ummeln. Die katholische Kirchengemeinde St. Michael hat 1937 Mitglieder.
Seit den 1930er-Jahren besteht in Ummeln eine große neuapostolische Gemeinde. Zudem gibt es eine evangelisch-freikirchliche Kirchengemeinde, die „Evangelische Freikirche Bibelgemeinde Ummeln e. V.“. Hierbei handelt es sich um eine kleine Kirchengemeinde mit etwa 60 Mitgliedern. Sie bezog die Gebäude der ehemaligen Grundschule Oberummeln.
Etwas außerhalb des Ortskerns befindet sich seit 2013 ein kleiner hinduistischer Tempel.

## Wirtschaft

### Unternehmen
In Ummeln sind mehrere große Unternehmen heimisch:
- Goldbeck, ein in vielen europäischen Ländern tätiges Bauunternehmen
- Heiler, ein Unternehmen, das in vielen deutschen Fußballstadien den Rasen verlegt
- Christinen Brunnen, ein europaweiter Getränke-Hersteller (spezialisiert auf Mineralwasser und Fruchtsäfte)
- Umeta, Hersteller von Schmiernippeln und Fettpressen
- Borgsen+Buschmann, ein Papierverarbeitungsbetrieb

### Non-Profit
- Ummelner Gemeinschaft e. V., gegründet 1986
- Freiwillige Feuerwehr Ummeln
- Die Johanniter Unfall-Hilfe hält hier eine Einsatzgruppe (EG 32) des Katastrophenschutzes vor.
- Geflügelzucht- und Gartenbauverein Ummeln und Umgebung von 1925

### Weiteres
Auf Ummelner Gebiet liegt die Justizvollzugsanstalt Bielefeld-Brackwede.

## Sport
In Ummeln gibt es mehrere Sportvereine. Neben dem Sportverein VfL Ummeln gibt es noch den Tennisclub Blau-Weiß-Grün Ummeln und den Handballverein HSG Quelle-Ummeln.

## Wahrzeichen
Das inoffizielle Wahrzeichen von Ummeln ist ein Meilenstein aus dem 18. Jahrhundert, der noch heute an der Bundesstraße 61 in Ummeln steht. Er markiert eine preußische Meile (7,53 km) als Entfernung nach Bielefeld.

## Traditionen
Traditionell feiert man in Ummeln seit 1987 einmal im Jahr das sogenannte „Geetenfest“, bei dem sich die Dorfbewohner in einem Hindernislauf mit wassergefüllten Geeten messen. Das Geetenfest findet im Rahmen einer kleinen Kirmes statt. Es stellen sich dort die Ummelner Vereine sowie die Johanniter Jugend vor; die Johanniter betreuen das Fest zudem sanitätsdienstlich. In den Jahren 2004 bis 2008 fiel das Fest aus finanziellen Gründen aus.
Seit 2008 wird durch die Ummelner Gemeinschaft unter Mitwirkung aller Vereine Ummelns die „Midsommarnacht“ im Bürgerpark gefeiert. Am gleichen Tag wird für Kinder der „Kidsday“ veranstaltet.
Am Ostersonntag findet „Auf der anderen Seite der Bahn“ das traditionelle Osterfeuer des Geflügelvereins statt. Weiterhin feiert die Freiwillige Feuerwehr Ummeln alljährlich das Feuerwehrfest. Der Geflügelverein hat am ersten Wochenende im Oktober seine große Geflügel-, Obst- und Gemüseausstellung mit selbstgebackenem Kuchen. Seit 2005 Ausstellung ist ein Herbstmarkt angeschlossen.
Den Jahresabschluss bildet der alljährliche zweitägige Weihnachtsmarkt.
Seit 2011 findet einmal jährlich im Ummelner Bürgerpark das U-Rock Open Air Festival statt.